# Landtagswahl in der Steiermark 1961
- KLS: 1
- SPÖ: 20
- ÖVP: 24
- FPÖ: 3

Am 12. März 1961 fanden Landtagswahlen in der Steiermark statt.
Die ÖVP baute ihre Führungsposition mit leichten Gewinnen weiter aus, die SPÖ verlor leicht. Josef Krainer senior (ÖVP) festigte damit seine Position als Landeshauptmann.
Die ÖVP erreichte 47,1 % (24 Mandate), die SPÖ bekam 41,7 % der Stimmen und damit 20 Mandate. Drittstärkste Partei blieb die FPÖ mit 7,2 % (3 Mandate), die Kommunisten und Linkssozialisten (KPÖ) erreichten mit 3,8 % ein Mandat. 
Die Wahlpartei der Unabhängigen trat wie die Liste Ergo nur im Wahlkreis Graz und Umgebung an, beide Listen verfehlten mit 0,08 % bzw. 0,05 % den Einzug in den Landtag klar.

## Wahlergebnis
|                                         | Ergebnisse 1961 | Ergebnisse 1961 | Ergebnisse 1961 | Ergebnisse 1957 | Ergebnisse 1957 | Ergebnisse 1957 | Differenzen | Differenzen | Differenzen |
| --------------------------------------- | --------------- | --------------- | --------------- | --------------- | --------------- | --------------- | ----------- | ----------- | ----------- |
| Wahlberechtigte                         | 735.380         | 735.380         | 735.380         | 718.898         | 718.898         | 718.898         | + 16.482    | + 16.482    | + 16.482    |
|                                         | Stimmen         | %               | Mand.           | Stimmen         | %               | Mand.           | Stimmen     | %           | Mand.       |
| Abgegebene Stimmen                      | 713.741         | 97,06 %         | 48              | 696.903         | 96,94 %         | 48              | + 16.838    | + 0,12 %    |             |
| Ungültige Stimmen                       | 13.036          | 1,83 %          |                 | 17.558          | 2,52 %          |                 | - 4.522     | - 0,69 %    |             |
| Gültige Stimmen                         | 700.705         | 98,17 %         |                 | 679.345         | 97,48 %         |                 | + 21.360    | + 0,69 %    |             |
| Partei                                  |                 |                 |                 |                 |                 |                 |             |             |             |
| Österreichische Volkspartei (ÖVP)       | 330.164         | 47,12 %         | 24              | 315.197         | 46,40 %         | 24              | + 14.967    | + 0,72 %    | 0           |
| Sozialistische Partei Österreichs (SPÖ) | 292.068         | 41,68 %         | 20              | 296.383         | 43,63 %         | 21              | - 4.315     | - 1,95 %    | - 1         |
| Freiheitliche Partei Österreichs (FPÖ)  | 50.726          | 7,24 %          | 3               | 46.103          | 6,79 %          | 3               | + 4.623     | + 0,45 %    | 0           |
| Kommunisten und Linkssozialisten (KLS)  | 26.880          | 3,84 %          | 1               | 17.590          | 2,59 %          | 0               | + 9.290     | + 1,25 %    | + 1         |
| Wahlpartei der Unabhängigen (WDU)       | 526             | 0,08 %          | 0               | n.k.            |                 |                 | + 526       | + 0,08 %    |             |
| Ergo                                    | 341             | 0,05 %          | 0               | n.k.            |                 |                 | + 341       | + 0,05 %    |             |